# 9551 Kazi
9551 Kazi (1985 UJ) là một thiên thạch xuyên Sao Hỏa được phát hiện vào ngày 20 tháng 10 năm 1985 bởi A. Mrkos tại Klet.

## Link ngoài
- JPL Small-Body Database Browser on 9551 Kazi